# Угоян
Угоян (рос. Угоян) — селище Алданського улусу, Республіки Саха Росії. Входить до складу Баллетського наслегу.
Населення — 375 осіб (2015 рік).